# Bernhard Bielenstein

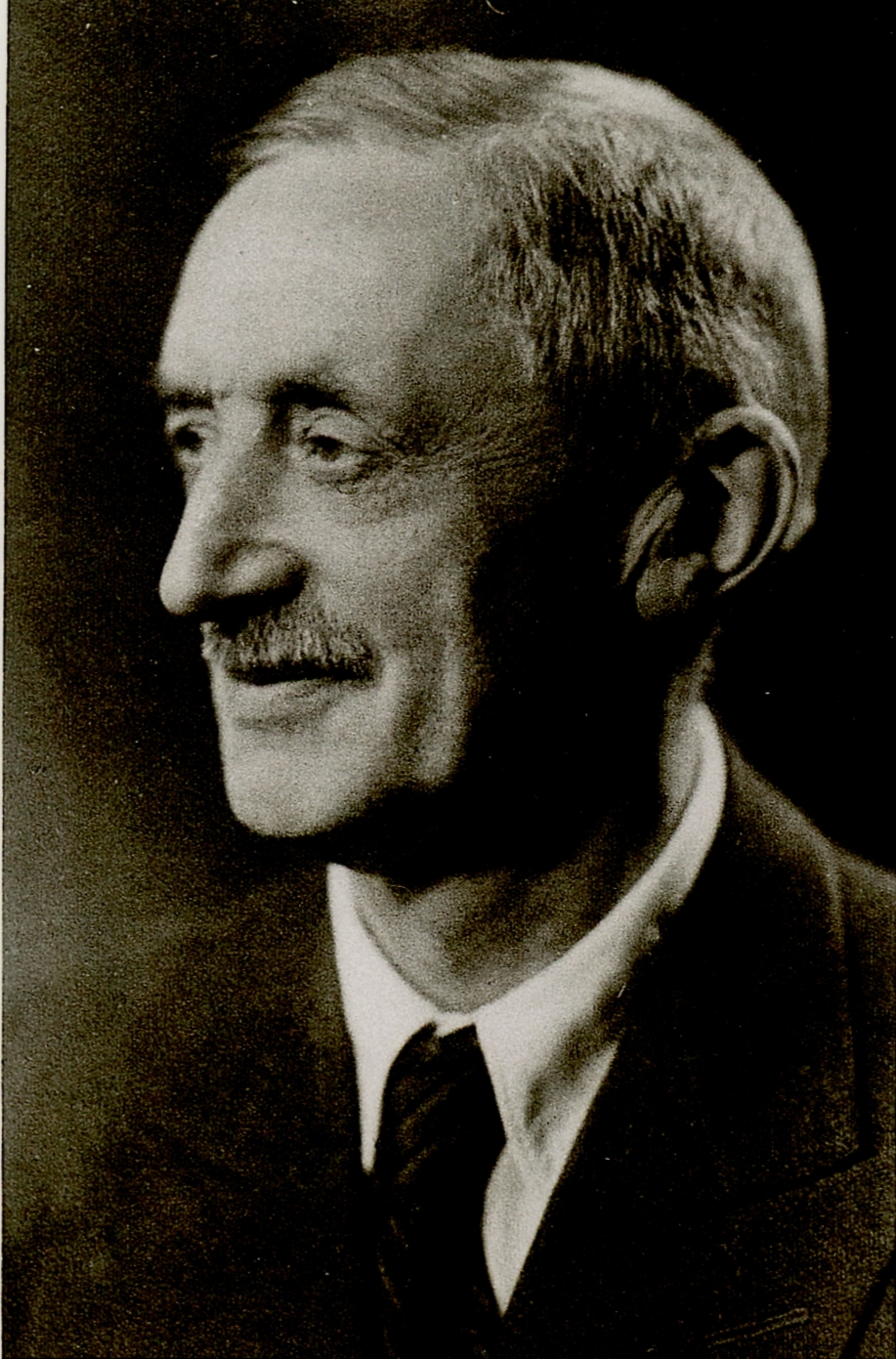
Bernhard Bielenstein

Bernhard Max August Bielenstein (lettisch Bernhards Bīlenšteins; * 9. Augustjul. / 21. August 1877greg. in Doblen, Gouvernement Kurland; † 14. April 1959 in Heilbronn) war ein deutschbaltischer Architekt. Er gilt als einer der bedeutendsten Vertreter des Rigaer Jugendstils.

## Familie
Bernhard Bielenstein war der jüngste Sohn des Pastors, Ethnographen und Sprachforschers August Bielenstein und dessen Ehefrau Erna, geb. von Bordelius. Seine Geschwister waren Max Bielenstein (1855–1869), der Pastor Emil Bielenstein (1858–1943), die Autorin Martha Bielenstein (1861–1938), der Pastor und Märtyrer Hans Bielenstein (1863–1919), Johanna Bielenstein (1864–1864), Emma Bielenstein (1865–1887), der Maler und Grafiker Siegfried Bielenstein (1869–1949) und der Pastor Walter Adolf Axel Bielenstein (1872–1961).

## Leben
1904 absolvierte Bernhard Bielenstein das Rīgas Politehniskais institūts (RPI). Von 1904 bis 1905 war er im Polytechnischen Institut Charlottenburg (Berlin) tätig. Seit 1905 betrieb er ein privates Architekturbüro in Riga. Nebenher war er Gutachter („Taxator“) der Rigaer Hypothekengesellschaft. 1907 heiratete Bernhard Bielenstein Betty von Bergmann (1885–1963). Aus ihrer Ehe gingen sechs Kinder hervor.
Bis 1917 leistete Bielenstein seinen Kriegsdienst im Ersten Weltkrieg in der Militärverwaltung der Russischen Armee in Pskow und in Witebsk. Danach konnte er seine Tätigkeit als Architekt in Riga wieder aufnehmen. 1925 wurde Bielenstein zum Sekretär des deutschen Hausbesitzervereins in Riga gewählt, 1931 zudem in den Vorstand einer Krankenkasse.
Durch die dem Hitler-Stalin-Pakt folgende Umsiedlung mussten Bielenstein und seine Familie die Heimat verlassen; er gelangte nach Posen (poln. Poznań) und arbeitete bis Kriegsende als Taxator. Im Jahr 1945 flüchtete er aus dem Warthegau nach Eggenthal in Bayern, 1958 zog er nach Neckarsulm. Bernhard Bielenstein starb im Jahr 1959 in Heilbronn.

## Bielensteins bekannteste, erhaltene Bauten in Riga
Bielensteins Bauwerke zeichnen sich durch klare Linienführung und sparsame Verwendung von Fassadenschmuck aus. Sie gehören zur Phase der „nationalen Romantik“ des Rigaer Jugendstils. Diese löste die Phase des eklektizistischen Jugendstils ab, dessen Hauptvertreter Michail Eisenstein war. Von Bielenstein stammen etwa 30 Bauwerke in Riga. Erhalten sind vor allem seine repräsentativen Mietshäuser.
In der Epoche des Jugendstils gab es in Riga eine enorme Ausdehnung der Wohnbezirke. Es wurde viel Aufwand in die Dekoration der Fassaden investiert. Noch heute sind die Bauten aus dieser Zeit als weltweit größtes Jugendstil-Ensemble berühmt. Die deutschen Straßennamen sind die in der Zeit von Bielensteins Tätigkeit als Architekt in Riga gebräuchlichen Namen. Die lettischen Straßennamen entsprechen dem heutigen Stadtplan.
|           | Straßenname                        | Straßenname              |            |                                                                    |
| Baujahr   | deutsch                            | lettisch                 | Hausnummer | Funktion des Bauwerks                                              |
| --------- | ---------------------------------- | ------------------------ | ---------- | ------------------------------------------------------------------ |
| 1908      | Dorpater Straße                    | Tērbatas iela            | 6/8        | Mietshaus mit Läden (gemeinsam mit Karl Ehmcke)                    |
| 1909      | Rumpenhöfsche Straße               | Augusta Deglava iela     | 2          | Mietshaus mit Läden                                                |
| 1909      | Kiewsche Straße                    | Kijevas iela             | 15         | Mietshaus                                                          |
| 1909–1910 | Säulenstraße                       | Stabu iela               | 91/93      | Mietshaus mit Läden                                                |
| 1910      | Gertrudstraße / Schmiedestraße     | Ģertrūdes iela           | 56         | Mietshaus mit Läden                                                |
| 1910      | Kiewsche Straße                    | Kijevas iela             | 17         | Mietshaus                                                          |
| 1910      | Wallstraße                         | Vaļņu iela               | 22a        | Pastorat und Schule „St. Petri“ (gemeinsam mit Henry van de Velde) |
| 1911      | Ritterstraße                       | Bruņinieku iela          | 27         | Mietshaus mit Läden                                                |
| 1911      | Nikolaistraße                      | Krišjāņa Valdemāra iela  | 57/59      | Mietshaus mit Läden                                                |
| 1912      | Goldinger Straße                   | Kuldīgas iela            | 43/45      | Städtisches Altersheim „Peterhaus“ (Pētera nams)                   |
| 1912      | Helenenstraße                      | Lienes iela              | 12         | Mietshaus mit Läden                                                |
| 1912      | Matthäistraße                      | Matīsa iela              | 45         | Mietshaus mit Läden                                                |
| 1912–1914 | Alexanderstraße                    | Brīvības iela            | 84         | Mietshaus mit Läden (gemeinsam mit N. Jakovlev)                    |
| 1913      | Alexanderstraße                    | Brīvības iela            | 82         | Mietshaus mit Läden                                                |
| 1913      | Lüneburger Straße / Füreckerstraße | Sudrabu Edžus iela       | 16         | Die eigene Villa im Kaiserwald (Mežaparks)                         |
| 1913      | Matthäistraße                      | Matīsa iela              | 86a        | Mietshaus mit Läden                                                |
| 1913      | Artilleriestraße                   | Artilērijas iela         | 58         | Mietshaus                                                          |
| 1913      | Palisadenstraße                    | Krāslavas iela           | 18         | Mietshaus mit Läden                                                |
| 1914      | Laidsensche Straße                 | Laidzes / Laidzenes iela | 49         | Mietshaus                                                          |
| 1914      | Rabenstraße                        | Vārnu iela               | 2          | Mietshaus mit Läden                                                |

## Schriften
- Bernhard Bielenstein: Erinnerungen. In: Baltische Hefte. Band 13 (1967), Verlag Harro von Hirschheydt, Hannover-Döhren 1967, S. 128–214.
- Bernhard Bielenstein: Die Häuser aber blieben / Bet mājas palika. Verlag Jumava, Riga 1998, ISBN 3-88758-058-3. (zweisprachig deutsch / lettisch; Übersetzung ins Lettische von Ināra Korsaka und herausgegeben von Peter-Jochen Bosse).[21][22]